# Liste der Kulturdenkmäler in Eich (Rheinhessen)
In der Liste der Kulturdenkmäler in Eich sind alle Kulturdenkmäler der rheinland-pfälzischen Ortsgemeinde Eich aufgeführt. Grundlage ist die Denkmalliste des Landes Rheinland-Pfalz (Stand: 25. März 2025).

## Denkmalzonen
| Bezeichnung         | Lage                                | Baujahr | Beschreibung | Bild |
| ------------------- | ----------------------------------- | ------- | --- | ---- |
| Denkmalzone Sandhof | Sandhof, südwestlich des Ortes Lage | ab 1592 | Hofsiedlung des 19. und 20. Jahrhunderts mit Herrenhaus: Fachwerkbau im Kern aus dem 17. Jahrhundert, 1817 umgebaut; Reste der mittelalterlichen Befestigung von 1592, von den vier runden Ecktürmen mit Zinnenkranz einer erhalten | BW   |

## Einzeldenkmäler
| Bezeichnung                         | Lage                                     | Baujahr         | Beschreibung | Bild                           |
| ----------------------------------- | ---------------------------------------- | --------------- | --- | ------------------------------ |
| Ehemalige Synagoge                  | Altrheinstraße 20 Lage                   | 1890            | historisierender Backsteinbau, verputzt, bezeichnet 1890 | Fotos hochladen                |
| Schulhaus                           | Goethestraße 2 Lage                      | 1900–02         | ehemalige Schule; malerische Baugruppe, Neurenaissance, 1900–03, Architekt Richard Limpert, Worms | Fotos hochladen                |
| Kriegerdenkmal                      | Hammer Straße, auf dem Friedhof Lage     | 1920er Jahre    | Kriegerdenkmal 1914/18, reliefierter Sandsteinpfeiler, 1920er Jahre, auf den Innenseiten der Pfeiler die Namen der Gefallenen | Fotos hochladen                |
| Gasthaus Zum Hecht                  | Hauptstraße 11 Lage                      | 1747            | ehemaliges Gasthaus „Zum Hecht“; stattlicher barocker Mansardwalmdachbau, bezeichnet 1747 | BW                             |
| Rathaus                             | Hauptstraße 27 Lage                      | um 1860/70      | ehemalige evangelische Schule; Rotsandsteinquaderbau, um 1860/70; städtebaulich wichtig | Fotos hochladen                |
| Hofanlage                           | Hauptstraße 32 Lage                      | 18. Jahrhundert | barocke Hofanlage; Fachwerkhaus und -scheune, 18. Jahrhundert | Fotos hochladen                |
| Wohnhaus                            | Hauptstraße 39 Lage                      | 18. Jahrhundert | eingeschossiges Fachwerkhaus, verputzt, 18. Jahrhundert | BW                             |
| Kriegerdenkmal                      | Hauptstraße, bei Nr. 48 Lage             | 1886            | Kriegerdenkmal 1870/71, Zinkplastik, bezeichnet 1886, Entwurf Gustav Eberlein | Fotos hochladen                |
| Evangelische Pfarrkirche            | Hauptstraße 58 Lage                      | 1841–45         | romanisierender Rechtecksaal, 1841–45, Architekt Ignaz Opfermann, spätgotischer Turm, bezeichnet 1486, um 1843 überformt; Orgel von Bernhard Dreymann 1845; Sonnenuhr, Gusseisen, 19. Jahrhundert; fünf späthistoristische (Pfarrer)-Grabsteine, zweite Hälfte des 19. Jahrhunderts. | weitere Bilder Fotos hochladen |
| Wohnturm                            | Hauptstraße 63 Lage                      | 1424            | spätgotischer ehemaliger Wohnturm, bezeichnet 1424, Umbau im 16. Jahrhundert | Fotos hochladen                |
| Wohnhaus                            | Metzgergasse 6 Lage                      | 18. Jahrhundert | barockes Wohnhaus, teilweise Fachwerk, verputzt, 18. Jahrhundert | BW                             |
| Straßendenkmal                      | Osthofener Straße, gegenüber Nr. 60 Lage | 1828/29         | Straßendenkmal; klassizistische Säule, 1828/29 | Fotos hochladen                |
| Spritzenhaus                        | Rathausstraße 3 Lage                     | um 1900         | ehemaliges Rathaus, historisierender Putzbau, um 1900; städtebaulich wichtig | Fotos hochladen                |
| Katholisches Pfarrhaus              | Schanzenstraße 47 Lage                   | 1906            | ehemaliges katholisches Pfarrhaus; neubarocker Mansardwalmdachbau, bezeichnet 1906, Architekten Fischer & Brauns, Worms; städtebaulich wichtig | Fotos hochladen                |
| Katholische Pfarrkirche St. Michael | Schanzenstraße 48 Lage                   | 1864–66         | neugotischer Saalbau, 1864–66, Architekt Philipp Johann Berdellé, Mainz; Pfarrergrabstein, um 1861 | weitere Bilder Fotos hochladen |

## Ehemalige Kulturdenkmäler
| Bezeichnung | Lage                   | Baujahr         | Beschreibung                                                                                                   | Bild |
| ----------- | ---------------------- | --------------- | --- | ---- |
| Wohnhaus    | Hauptstraße 40 Lage    | 18. Jahrhundert | barockes Fachwerkhaus, teilweise massiv, 18. Jahrhundert; Toranlage bezeichnet 1762; aus Denkmalliste gelöscht | BW   |
| Hofanlage   | Hauptstraße 59/61 Lage | 1760            | Hofanlage; barockes Wohnhaus, bezeichnet 1760; aus Denkmalliste gelöscht                                       | BW   |